# Майкл Мак-Леверті
Майкл Мак-Леверті (англ. Michael McLaverty, *1904 — †1992) — ірландський письменник, новеліст і романіст.
Народився в м. Карікмакрос, графство Монахан. Освіту здобув у Белфасті, багато років був учителем математики. Дебютував романом «Поклич мого брата» (1939), за яким вийшли друком романи «Втрачені поля» (1941), «Правда вночі» (1952) та інші. Своє покликання М. Мак-Леверті знайшов у жанрі оповідання. Найвідоміші збірки оповідань: «Білий кінь» (1943), «Бойовий півень» (1947), «Дорога на узбережжя» (1976).